# Johannes (ärkebiskop)
Johannes, död 14 juli eller 12 augusti 1187, var en svensk präst och ärkebiskop av Uppsala stift från 1185 till sin död 1187.

## Biografi
Johannes tillträdde posten som ärkebiskop 1185, men dödades vid Almarestäkets borg redan 1187 av estniska sjörövare som plundrade staden Sigtuna. Han efterträddes av Petrus.